# Reality (minialbum)
Reality – piąty minialbum południowokoreańskiej grupy Infinite, wydany 13 lipca 2015 roku przez wytwórnię Woollim Entertainment. Płytę promował singel „Bad”. Minialbum sprzedał się w nakładzie 152 332 egzemplarzy w Korei Południowej (stan na wrzesień 2016 roku).

## Lista utworów
| Nr | Tytuł                                                                    | Słowa          | Kompozycja                     | Aranżacja                      | Czas |
| -- | ------------------------------------------------------------------------ | -------------- | ------------------------------ | ------------------------------ | ---- |
| 1. | "Betting"                                                                | Rphabet        | Rphabet                        | Rphabet                        | 1:18 |
| 2. | "Bad"                                                                    | Rphabet        | Rphabet                        | Rphabet                        | 3:36 |
| 3. | "Moonlight"                                                              | Lee Ki, C-no   | Lee Ki, C-no                   | Lee Ki, C-no                   | 3:22 |
| 4. | "Balgeol-eum" (kor. 발걸음, ang. Footsteps)                              | J. Yoon        | J. Yoon                        | J. Yoon                        | 3:22 |
| 5. | "Majubomyeo seo iss-eo" (kor. 마주보며 서 있어, ang. Between Me and You) | KZ, Jeon Da-un | Michingamseong, KZ, Jeon Da-un | Michingamseong, KZ, Jeon Da-un | 4:15 |
| 6. | "Love Letter" (kor. 러브레터)                                            | Sweetch        | Sweetch                        | Sweetch                        | 3:29 |
| 7. | "Ending-eul butaghae" (kor. 엔딩을 부탁해, ang. Take care of the Ending) | Shim Eun-ji    | Shim Eun-ji                    | Shim Eun-ji                    | 3:12 |

## Notowania
| Lista                          | Pozycja |
| ------------------------------ | ------- |
| Gaon Weekly Album Chart        | 1       |
| Gaon Monthly Album Chart       | 3       |
| Gaon Yearly Album Chart (2015) | 12      |
| Oricon Weekly Album Chart      | 13      |